# Pierre Teilhard de Chardin
Pierre Teilhard de Chardin SJ (pronunciado /pjɛʁ tejaʁ də ʃaʁdɛ̃/; Orcines, 1 de mayo de 1881-Nueva York, 10 de abril de 1955) fue un sacerdote jesuita, paleontólogo y filósofo francés que aportó una visión interdisciplinar de la evolución cósmica. Dicha concepción, considerada ortogenista y finalista, equidistante en la pugna entre la ortodoxia religiosa y científica, propició que fuese atacado por la una e ignorado por la otra. Fue autor de muchos trabajos científicos y varios libros espirituales y filosóficos de gran influencia.
Teilhard de Chardin participó en el descubrimiento del Hombre fósil de Pekín. Suyos son los conceptos Noosfera (que toma prestado de Vernadski) y Punto Omega.
En 1962, la Congregación para la Doctrina de la Fe condenó varias obras de Teilhard por sus supuestas ambigüedades y errores doctrinales. Desde entonces, algunas figuras católicas eminentes, como el papa Benedicto XVI y el papa Francisco, han hecho comentarios positivos sobre algunas de sus ideas. La respuesta a sus escritos por parte de los científicos ha sido mayoritariamente crítica.
Teilhard sirvió en las trincheras en la Primera Guerra Mundial como camillero. Recibió varias menciones, y fue galardonado con la Medalla Militar y la Legión de Honor, la más alta orden francesa del mérito, tanto militar como civil.

## Biografía
Nace en el castillo de Sarcenat, en la comuna francesa de Orcines (Auvernia), siendo el cuarto hijo de una familia numerosa de once hermanos: de Emmanuel Teilhard (1844-1932), archivista, y de Berthe de Dompiere. Su padre, naturalista aficionado, influye decisivamente en su vocación profesional; y la religiosidad de su madre en su formación espiritual. Era sobrino-nieto de Voltaire.
Cursa los estudios de ciencias y letras en el colegio jesuita de Mongré (Villefranche-sur-Saône).
En 1899, a los 18 años de edad, ingresa en el noviciado jesuita de Aix-en-Provence. Allí, y más tarde, en 1908, en el colegio jesuita de Hastings (cerca de Piltdown, Gran Bretaña), cursa estudios de teología, tras los cuales es ordenado sacerdote.
Es en esa época, durante su estancia en Gran Bretaña, en 1909, cuando conoce al naturalista Charles Dawson con quien compartirá la afición por la paleontología. Y es en 1912 cuando Chardin se ve envuelto en el escándalo del Hombre de Piltdown. Le une a este escándalo el hecho de ser uno de los primeros en conocer el descubrimiento de su amigo. El descubridor del supuesto hombre de Pitdown fue Charles Dawson, y Dawson junto a Smith Woodward, paleontólogo del Museo Británico de Londres fueron quienes lo presentaron a la Sociedad Geológica de Londres. No obstante, han sido muchos los intentos (después de que Teilhard adquiriera relevancia, no antes) de, con mayor o menor sutileza, unir su figura a aquel fraude, en unas ocasiones insinuando su participación, en otras, el conocimiento del mismo.
En 1912 entra a trabajar en el Museo Nacional de Historia Natural de Francia, en París, trabajando junto al paleontólogo Marcellin Boule, que había exhumado el primer esqueleto completo de un neandertal. En el Instituto de Paleontología Humana entabla amistad con Henri Breuil y participa con él (en 1913) en excavaciones en la, entonces recientemente descubierta (1903), Cueva de El Castillo de Puente Viesgo (Cantabria, España). Entre 1914 y 1919, permanece movilizado en el frente como camillero recibiendo la Medalla al Mérito Militar y Legión de honor.
En 1916 y 1919, publica sus primeros trabajos: La vida cósmica y La potencia espiritual de la materia. En ellos ya se transluce lo que será el núcleo de su pensamiento. De 1920 a 1922, obtiene en La Sorbona la licenciatura en Ciencias Naturales, y alcanza el doctorado con su tesis Mamíferos del Eoceno inferior francés y sus yacimientos. En 1923 realiza su primer viaje a China por encargo del Museo de París. Otra vez en París, imparte clases como profesor en el Instituto Católico. Un artículo suyo sobre el pecado original es la causa de sus primeros enfrentamientos con la Santa Sede. Se ve obligado a abandonar la enseñanza.
Regresa a China donde en Zhoukoudian participa, junto a Henri Breuil, en el descubrimiento del Sinanthropus u hombre de Pekín —actualmente Homo erectus pekinensis—, el pariente más cercano del Pithecanthropus u Hombre de Java —actualmente Homo erectus erectus—. Breuil y Teilhard descubrieron que el hombre de Pekín era un fabricante de herramientas de piedra y que manipulaba el fuego.
En 1931 participa como geólogo y paleontólogo en el Crucero amarillo recorriendo el Asia Central, una peligrosa aventura científico-deportiva organizada por André Citroën para promocionar sus vehículos. Hasta 1951, que se establece en Nueva York, prosigue una intensa actividad científica marcada por numerosos viajes de estudios: Etiopía (1928), los Estados Unidos (1930), la India (1935), Java (1936), Birmania (1937), Pekín (1939 a 1946), Sudáfrica (1951 y 1953), así como varias provincias chinas (Shanxi en 1932, Henan en 1934 y Shandong en 1936). Teilhard contribuyó fuertemente a la constitución de una red internacional de investigación en paleontología humana. En 1951 ingresa en la Academia de las Ciencias de Francia.

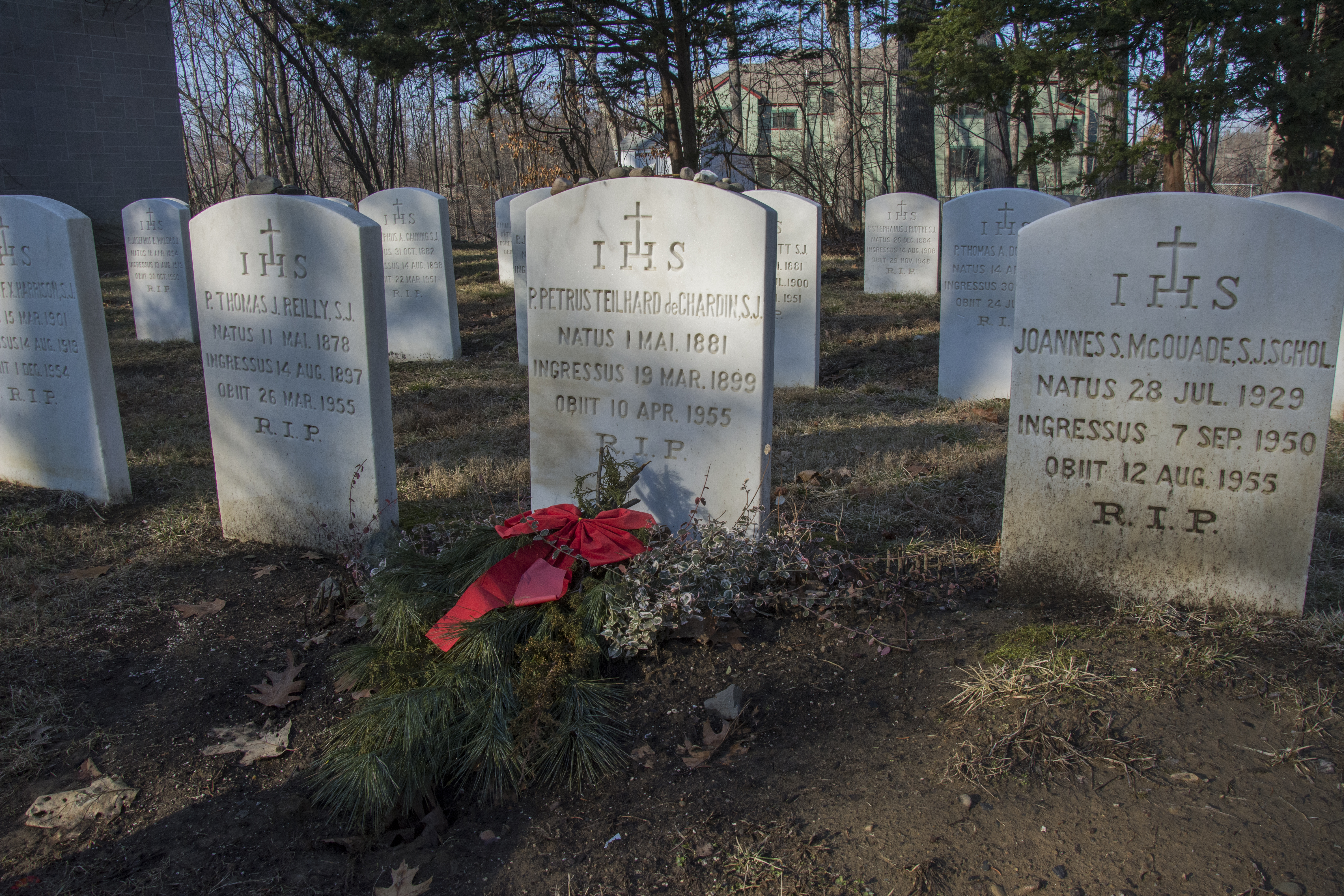
Tumba de Teilhard de Chardin

Muere en Nueva York, el 10 de abril de 1955, el día de Pascua. Un año antes, durante una cena en el consulado de Francia de esa misma ciudad, confió a sus amigos: «Mi deseo sería morir el Día de La Resurrección».
Gran parte de su obra fue publicada con carácter póstumo por Jeanne Mortier, a la que nombró su albacea para temas editoriales. Esta obra ocupa trece volúmenes.

## Pensamiento de Teilhard de Chardin
El biólogo Francisco J. Ayala realiza una síntesis sobre el pensamiento de Teilhard de Chardin y lo reduce a cuatro puntos básicos:

### El tiempo: la cuarta dimensión
Antes de la aparición de la teoría de la evolución, predominaba la imagen de un universo estático, formado totalmente desde sus lejanos comienzos. Por el contrario, con la evolución aparece la dimensión «tiempo», como un actor principal, ya que el cambio es lo esencial y lo estático es lo inexistente.

### La evolución universal
Según Teilhard, no sólo la vida, sino la materia y el pensamiento están también involucrados en el proceso de la evolución. De ahí que es necesario atribuirle a dicho proceso un sentido.

### Principio de complejidad-conciencia
El sentido de la evolución, que involucra tanto la materia, como la vida y el pensamiento (o el espíritu), está comprendido en un principio descriptivo de la mayor generalidad: la tendencia hacia el logro de mayores niveles de complejidad y, simultáneamente, al logro de mayores niveles de conciencia.

### Omega: la meta de la evolución

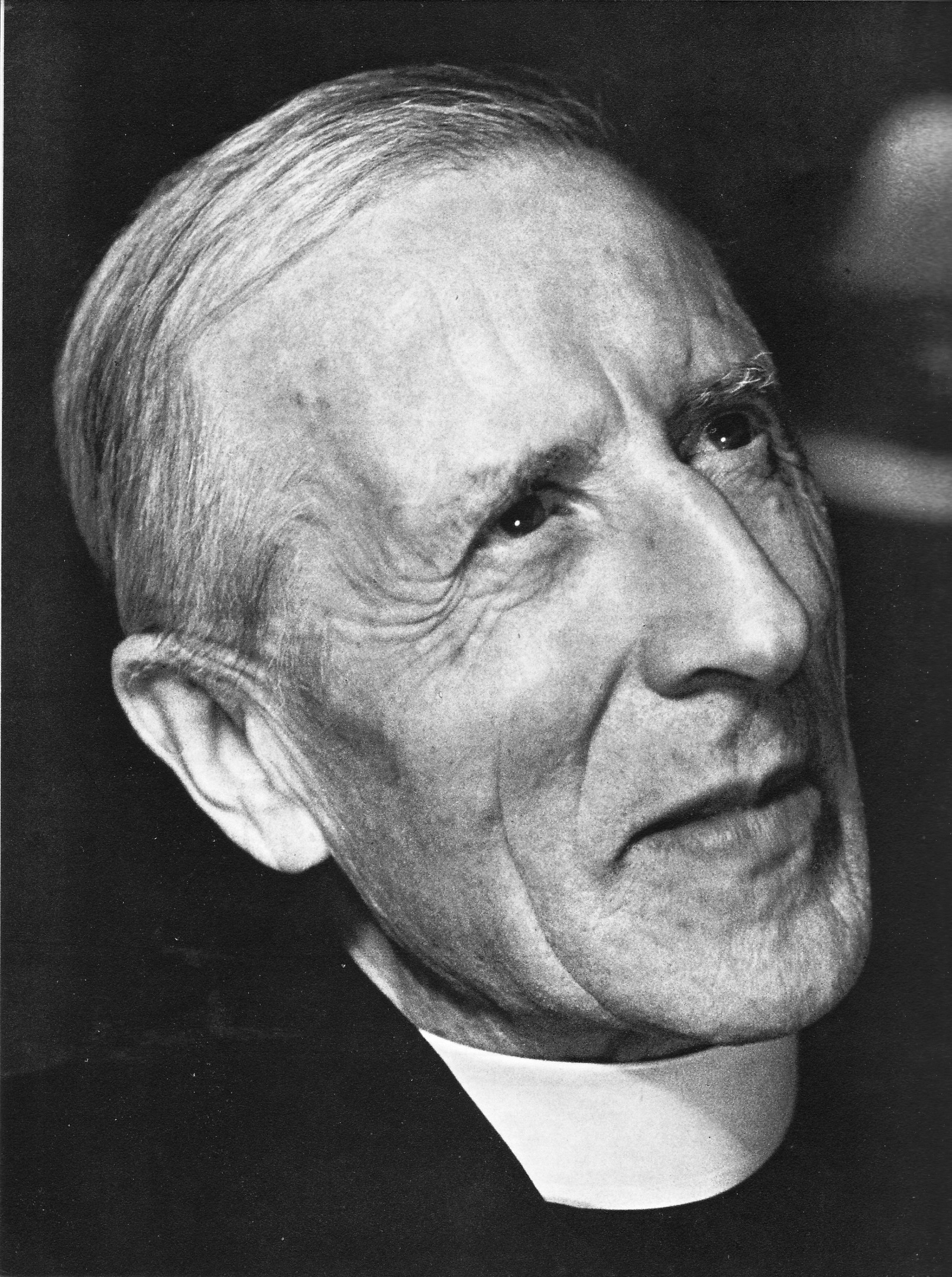
Teilhard de Chardin en 1947.

A partir de la tendencia del universo, guiado por la Ley de complejidad-conciencia, Teilhard vislumbra el Punto Omega, al que define como «una colectividad armonizada de conciencias, que equivale a una especie de superconciencia. La Tierra cubriéndose no sólo de granos de pensamiento, contándose por miríadas, sino envolviéndose de una sola envoltura pensante hasta no formar precisamente más que un solo y amplio grano de pensamiento, a escala sideral. La pluralidad de las reflexiones individuales agrupándose y reforzándose en el acto de una sola reflexión unánime».
La evolución entonces se estaría convirtiendo en un proceso cada vez más opcional. Teilhard señala así los problemas sociales del aislamiento y de la marginalización como inhibidores enormes de la evolución, ya que la evolución requiere una unificación del sentido. Ningún futuro evolutivo aguarda a la persona si no es en asociación con los demás.

## Valoraciones

### Religiosas

#### Negativas
En 1958, Teilhard ya había muerto, el padre Janssens informó a la Compañía de Jesús, que un decreto del Santo Oficio, dirigido por el cardenal Ottaviani, requirió a las congregaciones retirar de todas las bibliotecas las obras de Teilhard. El documento dice que los textos del jesuita «representan ambigüedades e incluso errores tan graves que ofenden a la doctrina católica» por lo que «alerta al clero para defender los espíritus, en particular los de los jóvenes, de los peligros de las obras de P. Teilhard de Chardin y sus discípulos».
El padre Leonardo Castellani enumera en los siguientes puntos las fallas de su pensamiento desde una perspectiva católica:
1. El transformismo darwiniano dado como verdad cierta.
2. La negación de la parusía o Segunda Venida de Cristo tal como la entiende la Iglesia.
3. La negación de la redención por la obra personal de Cristo.
4. La negación del pecado original, a la manera de Pelagio.
5. Monismo materialista evolucionista parecido al de Spencer y Haeckel.
6. Panteísmo sutil a la manera de Bergson.
7. Interpretación modernista de todos los sacramentos, empezando por la eucaristía, a la manera de Guenther.
8. Negación del fin primario del matrimonio y constitución del fin primario del matrimonio en la «ayuda espiritual mutua de los esposos».
9. Aprobación de los medios contraconceptivos en el matrimonio, a la manera de Malthus.
10. Negativa implícita de la autoridad de la Iglesia para definir, a la manera de Loisy, Tyrrel y otros.[8]

En 1962, bajo Juan XXIII, la Congregación del Santo Oficio emitió otro monitum ('advertencia') severo:

Varias obras del P. Pierre Teilhard de Chardin, algunas de las cuales fueron publicadas en forma póstuma, están siendo editadas y están obteniendo mucha difusión. Prescindiendo de un juicio sobre aquellos puntos que conciernen a las ciencias positivas, es suficientemente claro que las obras arriba mencionadas abundan en tales ambigüedades e incluso errores serios, que ofenden a la doctrina católica.

Por esta razón, los eminentísimos y reverendísimos Padres del Santo Oficio exhortan a todos los Ordinarios, así como a los superiores de institutos religiosos, rectores de seminarios y presidentes de universidades, a proteger eficazmente las mentes, particularmente de los jóvenes, contra los peligros presentados por las obras del P. Teilhard de Chardin y de sus seguidores.
Sebastianus Masala, Notario. 30 de junio de 1962. (AAS 54, 1962,526)

José María Iraburu afirma que «la rehabilitación de Teilhard de Chardin es imposible, considerando la enorme gravedad de sus errores». Y se reafirma con el comunicado de prensa que la Santa Sede donde se declara: 

[...] Después de haber consultado al Cardenal Secretario de Estado y al Cardenal Prefecto de la Sagrada Congregación para la Doctrina de la Fe, quienes, por orden del Santo Padre, habían sido debidamente consultados de antemano, acerca de la carta en cuestión, estamos en condiciones de replicar por la negativa.

#### Positivas
A pesar de sus opiniones condenadas y de las sospechas de participación en el fraude histórico del Hombre de Piltdown, no son pocos los teólogos que han defendido la obra de Teilhard. En 1962 en El pensamiento religioso del padre Teilhard de Chardin, el jesuita Henri de Lubac, aunque reconoce que no comprendía bien el papel de la socialización en el pensamiento de Teilhard, destaca la continuidad de Teilhard con la tradición de la Iglesia.
El papa Pablo VI en un discurso sobre la relación entre fe y ciencia se refiere a Teilhard como un científico que acaba de estudiar este asunto y pudo «encontrar el espíritu», de manera que su explicación del universo manifiesta «la presencia de Dios en el universo en el principio inteligente y Creador».
Durante las siguientes décadas teólogos prominentes y líderes de la Iglesia, incluyendo cardenales y el papa Juan Pablo II, valoraron la figura y las ideas de Teilhard. En 1981, el cardenal Agostino Casaroli, en nombre de Juan Pablo II, escribe en la primera página del periódico del Vaticano, L'Osservatore Romano:

Lo que nuestros contemporáneos, sin duda, recordarán (del padre Teilhard de Chardin) más allá de las dificultades de concepción y deficiencias de expresión en este audaz intento de llegar a una síntesis, es el testimonio de la vida coherente de un hombre poseído por Cristo en lo más profundo de su alma. Estaba preocupado por honrar tanto la fe como la razón, y anticipó la respuesta al llamamiento de Juan Pablo II: «No tengáis miedo, abrid, abrid de par en par las puertas de los inmensos ámbitos de la cultura, la civilización y el progreso a Cristo»
L’Osservatore Romano, 20/7/1981
.

El cardenal Avery Dulles expresó en 2004:

En su propio estilo poético, el jesuita francés Teilhard de Chardin gustaba de meditar en la eucaristía como las primicias de la nueva creación. En un ensayo titulado La custodia él describe cómo, de rodillas en oración, tuvo la sensación de que la hostia estaba empezando a crecer hasta que al fin, a través de su misteriosa expansión, «todo el mundo se había vuelto incandescente, se había convertido en una única hostia gigantesca». Aunque probablemente sería incorrecto pensar que el universo será eventualmente transubstanciado, Teilhard identificó correctamente la conexión entre la eucaristía y la glorificación final del cosmos.

El cardenal Christoph Schönborn escribió en 2007:

Difícilmente alguien haya tratado de reunir el conocimiento de Cristo y la idea de la evolución como lo hizo el científico (paleontólogo) y teólogo P. Pierre Teilhard de Chardin, S. J. [...] Su visión fascinante sigue siendo controvertida, y sin embargo ha representado una gran esperanza, la esperanza de que la fe en Cristo y el enfoque científico para el mundo pueden reunirse. [...] Estas breves referencias a Teilhard no pueden hacer justicia a sus esfuerzos. La fascinación que Teilhard de Chardin ejerció sobre toda una generación provino de su manera radical de mirar a la ciencia y la fe cristiana juntas.

Ya en 1987 el teólogo y cardenal Ratzinger, luego papa Benedicto XVI, en sus Principios de teología católica admitió que uno de los principales documentos del Concilio Vaticano II, Gaudium et Spes fue permeado por el pensamiento del jesuita francés. Benedicto XVI afirmó también que Teilhard tuvo una gran visión, que culmina en una verdadera liturgia cósmica, en la cual el cosmos se convertirá en una hostia viviente.
Fue incluido en el calendario de santos de la Comunión anglicana.

### Científicas

#### Positivas
Sir Julian Huxley, el biólogo evolutivo, elogió el pensamiento de Teilhard de Chardin por mirar la forma en que el desarrollo humano necesita ser examinado dentro de un mayor sentido universal integrado de la evolución, aunque admite que no podría entender a Teilhard todo el tiempo.
Theodosius Dobzhansky se basó en la insistencia de Teilhard en que la teoría evolutiva proporciona el núcleo de cómo el hombre entiende su relación con la naturaleza, para llamarlo "uno de los grandes pensadores de nuestra época".

#### Negativas
De acuerdo con el filósofo estadounidense Daniel Dennett (1942-2024), «se ha puesto de manifiesto al punto de la unanimidad entre los científicos que Teilhard no ofreció nada serio como una alternativa a la ortodoxia, las ideas que eran peculiarmente suyas se confundieron, y el resto fue simplemente redescripción grandilocuente de la ortodoxia».
De modo similar, el neurobiólogo británico Steven Rose (1938-) escribió que «Teilhard es reverenciado como un místico de genio por algunos, pero entre la mayoría de los biólogos se ve como poco más que un charlatán».
En 1961, el inmunólogo y premio nobel británico Peter Medawar (1915-1987), escribió para la revista Mind una crítica despectiva sobre la ideología expresada en El fenómeno humano:
«La mayor parte de ella, voy a mostrar, es un disparate, engañado con una variedad de conceptos metafísicos, y su autor puede ser excusado de la deshonestidad solo bajo el pretexto de que antes de engañar a otros, se esforzó mucho para engañarse a sí mismo».
El biólogo evolutivo británico Richard Dawkins (1941-) afirmó que la crítica de Peter Medawar había sido «devastadora», y que el libro El fenómeno humano era «la quintaesencia de la mala ciencia poética».
El bioquímico y premio nobel francés Jacques Monod (1910-1976) valoró el pensamiento de Teilhard en estos términos:

La filosofía biológica de Teilhard de Chardin no merecería detenerse en ella, a no ser por el sorprendente éxito que ha encontrado hasta en los medios científicos (...) 
 Su filosofía, como la de Bergson, está enteramente fundada sobre un postulado evolucionista inicial. Pero, contrariamente a Bergson, admite que la fuerza evolutiva opera en el universo entero, de las partículas elementales a las galaxias; no hay materia «inerte», y por lo tanto ninguna distinción de esencia entre materia y vida. (...) 
 Aunque la lógica de Teilhard sea incierta y su estilo laborioso, algunos, incluso no aceptando enteramente su ideología, reconocen una cierta grandeza poética. Por mi parte estoy sorprendido por la falta de rigor y de austeridad intelectual de esta filosofía. Veo, sobre todo, una sistemática complacencia en querer conciliar, transigir a cualquier precio. (...) 
 La idea de reencontrar la antigua alianza animista con la naturaleza, o de fundar una nueva, gracias a una teoría universal según la cual la evolución de la biosfera hasta el hombre estaría en la continuidad sin ruptura de la evolución cósmica, no ha sido, desde luego, descubierta por Teilhard. Es, en realidad, la idea central del progresismo cientista del siglo XIX. Se la encuentra en el centro del positivismo de Spencer y del materialismo dialéctico de Marx y Engels. La fuerza desconocida e incognoscible que, según Spencer, opera en todo el universo para crear variedad, coherencia, especialización, orden, juega exactamente el mismo papel, en definitiva, que la energía «ascendente» de Teilhard: la historia humana prolonga la evolución biológica, que forma parte de la evolución cósmica. Gracias a este principio único, el hombre encuentra al fin en el universo su lugar eminente y necesario, con la certidumbre del progreso al cual está siempre entregado (...) 
 Para dar un sentido a la naturaleza, para que el hombre no esté separado por un insondable abismo, para volverla en fin descifrable e inteligente, era preciso darle un proyecto.
Jacques Monod: El azar y la necesidad, 1970.

## En la cinematografía
En la película Las sandalias del pescador inspirada en la novela homónima de Morris West de 1963, el personaje del padre David Telemond (interpretado por Oskar Werner) que expone teorías heterodoxas contrapuestas con la forma tradicional de exposición de los Dogmas de la Iglesia católica, parece representar a Pierre Teilhard de Chardin, varias de cuyas concepciones ejercieron profunda influencia en los círculos intelectuales católicos de las décadas de 1950 y 1960, incluido el Concilio Vaticano II.

## Obra

### Obras principales
- El fenómeno humano (1955)
- La aparición del hombre (1956)
- Cartas de un viajero (1956)
- El grupo zoológico humano (1956)
- La visión del pasado (1957)
- El medio divino (1957)
- El futuro del hombre (1959)
- La energía humana (1962)
- La activación de la energía (1963)
- El lugar del hombre en la naturaleza (1965)
- Ciencia y Cristo (1965)
- Como yo creo (1969)
- Las direcciones del futuro (1973)
- Escritos del tiempo de la guerra (1975)
- El corazón de la materia (1976)

### Epistolario
- Génesis de un pensamiento (cartas, 1914-1919), Correspondencia con su prima Marguerite Teillard (Taurus, 1963)
- Cartas de Egipto (Taurus, 1967)
- Cartas de Hastings y de París (Taurus, 1968)